# ABC (časopis)
ABC, od čísla 21/2018 s podtitulem vědecko-technický časopis pro děti, předtím od roku 2000 časopis generace XXI. století, dříve ABC mladých techniků a přírodovědců, jinak též „ábíčko“, je měsíčník technického a přírodovědného zaměření pro mládež. Jeho součástí jsou kreslené seriály, vystřihovánky papírových modelů a další samostatně použitelné předměty, obvykle papírové. Internetovou verzí časopisu ABC je web abicko.cz. Časopis vychází od roku 1957, byť k historii časopisu z let 1957–1989 se dnešní vydavatel (od roku 1994 Czech News Center) nijak výrazně nehlásí. Původní ABC mladých techniků a přírodovědců se snažilo navázat na poválečný časopis Vpřed. Výraznou měrou se jeho redaktoři inspirovali také u francouzského komiksového časopisu PIF, který vydávali francouzští komunisté. K významným spolutvůrcům původního časopisu patřil například Vlastislav Toman (spisovatel a dlouholetý šéfredaktor), Jan Šimáně (původem skaut) nebo Richard Vyškovský (tvůrce vystřihovánek). Pro mnohé čtenáře bylo ABC ve svém "zlatém období" v 60. létech 20. století především agilním iniciátorem činnosti dětských klubů, pro které pořádalo soutěže, exkurse, srazy v přírodě ad. akce.
Unie vydavatelů udělila časopisu titul Časopis roku 2005 a 2006 v kategorii Časopis pro mládež. Prodaný náklad je v současnosti 45 611 výtisků (01/2010, zdroj ABC ČR), čtenost 165 000 čtenářů (3.Q + 4.Q/2009, zdroj Mediaprojekt). Od roku 2010 je šéfredaktorem časopisu Zdeněk Ležák, který v časopisu pracoval mezi roky 1999 a 2008 jako redaktor.

## Historie

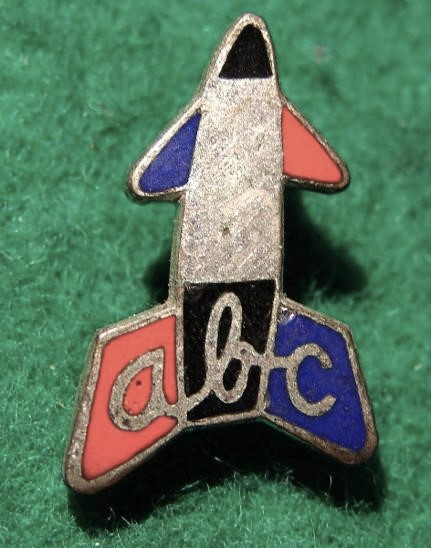
Grafická značka časopisu ABC z 60. let 20. století, charakterizující období nadšení rozvojem kosmonautiky.

Přípravy k vydání nového vědeckotechnicky zaměřeného časopisu pro věkovou skupinu 10 až 15 let začaly v roce 1956. Původně uvažovaný název „ABC vědy a techniky“ byl během příprav změněn na „ABC mladých techniků a přírodovědců“, aby nedocházelo k záměně s již existujícím VTM (Věda a technika mládeži). První číslo vyšlo v lednu 1957 v rozsahu 32 stran a s nákladem 50 000 výtisků. Prvním šéfredaktorem se stal pozdější světoznámý botanik a jeden ze zakladatelů environmentální výchovy Jan Čeřovský, technickým redaktorem Vlastislav Toman, grafikem Sláva Jílek a výtvarníkem Mirek Liďák. Časopis vycházel jako měsíčník, vydavatelem byl Ústřední výbor ČSM. V následujících dvou letech náklad vzrostl nejprve na 75 000 a poté na 90 000 výtisků.
Po třech letech odešel z redakce Jan Čeřovský a od listopadu 1959 se šéfredaktorem stal Vlastislav Toman, který v této pozici setrval až do roku 1992. V té době v redakci působil významný český iniciátor práce s mládeží, bývalý skaut Jan Šimáně, který se stal později roku 1968 šéfredaktorem časopisu Skaut-Junák. Přírodovědou se zabýval redaktor Karel Dunda 
V roce 1963 přešly dětské časopisy (včetně ABC) na vydávání podle školního roku místo dosavadního roku kalendářního. Od ledna do srpna tedy vyšel zkrácený sedmý ročník o osmi číslech a v září následoval osmý ročník 1963/64. V desátém ročníku (1965/66) byl časopis rozšířen na 40 stran.
Od dvanáctého ročníku (1967/68) se ABC mění na čtrnáctideník, nepodařilo se však získat dvojnásobný příděl papíru, a proto dochází ke snížení počtu stran na 24. V následujícím ročníku se podařilo časopis rozšířit o všívanou nebarevnou přílohu „ABC do kapsy“ o rozsahu 16 stran formátu A5. V té době náklad dosáhl 135 000 výtisků a stále nestačil uspokojit poptávku.
V roce 1968 došlo ke změně vydavatele. Namísto rozkládajícího se ČSM získal vydavatelská práva na všechny dětské a mládežnické časopisy podnik Mladá fronta, později se vydavatelem ABC stává nově vzniklá Česká rada Pionýra.
V sedmnáctém ročníku (1972/73) dochází k jedné z nejvýraznějších změn podoby časopisu. Přestává vycházet příloha do kapsy a ABC se znovu rozšiřuje na plných 40 stran. Z toho 8 stran včetně obálky bylo na tvrdším papíře a přibyly přílohy – déčka – které se v následujících letech staly charakteristickým znakem časopisu.
Ve dvacátém ročníku (1975/76) se ABC dále rozšířilo na 48 stran a stalo se celobarevným. O dva roky později dosáhl náklad hranici 200 000 výtisků. V následujících letech se formát a obsah časopisu v zásadě stabilizoval, náklad setrvale rostl až do roku 1989, kdy činil 310 000 výtisků.
Od ledna 1990 se vydavatelem opět stala Mladá fronta. V následujícím období ekonomických změn došlo k výraznému zvýšení ceny a snížení nákladu, ABC však na rozdíl od mnoha jiných dětských časopisů nezaniklo. Počátkem roku 1992 odešel do důchodu dlouholetý šéfredaktor Vlastislav Toman a na jeho místo nastoupil Jiří Kalina (1992–1993). Následujícími šéfredaktory byli Rudolf Baudis (1993–1998), Martin Smrček (1999–2000), Miroslava Volfová (2000–2009), Pavel Šafr (2009–2010) a Zdeněk Ležák (od 1. března 2010). V roce 1994 časopis přešel pod nakladatelství Ringier ČR. Od září do prosince 1998 vycházel zkrácený 43. ročník a od ledna 1999 se časopis vrátil k vydávání dle kalendářního roku. Po roce 2000 pozměnil název na „ABC – časopis generace XXI. století“, z důvodu omlazení a zmodernizování nese název od čísla 21/2018 „ABC – vědecko-technický časopis pro děti“.
V březnu 2025 vydavatelství oznámilo, že bude se z časopisu opět stane měsíčník.

## Obsah časopisu
Kostru časopisu tvořily již od prvního čísla kratší i delší články, týkající se vědy, techniky, přírody a geografie. Kromě původních textů byly zveřejňovány i překlady ze zahraničních časopisů pro mládež, před rokem 1989 především (nikoliv však výhradně) ze zemí východního bloku. V 60. létech, v období rozvoje dětských klubů, bylo velké množství článků věnováno jejich činnosti.
Od počátku nechyběly ani plánky či návody na stavbu nejrůznějších modelů nebo technických pomůcek, rady pro pěstitele, chovatele nebo fotografy, reportáže ze setkání čtenářů a různých zájmových skupin, úryvky z knih či zahraničních časopisů nebo výběr krátkých aktualit a zajímavostí z celého světa („S ABC kolem světa“). Doplňovaly je pravidelné soutěže a povídky na pokračování. Od poloviny druhého ročníku se také v každém čísle začala objevovat strana či dvoustrana, věnovaná výhradně děvčatům (šití, ruční práce, stolování, vaření). Zadní strana obálky byla téměř vždy vyhrazena komiksům na pokračování.
Pro ročníky, vycházející v 60. letech jsou typické velmi časté články, povídky i návody a soutěže s tematikou vesmíru a kosmonautiky, na něž navazovala činnost RP – raketových posádek.
Prvním maskotem ABC se v závěru prvního ročníku stal redakční pidimužík Píďa. Toho v roce 1962 částečně nahradil robot Emil, jemuž byl věnován celostránkový komiks v každém čísle. Návazně se stala grafickou značkou časopisu raketa s barevnými křídly označenými písmeny abc. 
Nejvíce obsahu i příloh přinášel časopis v letech 1990-1997 (ročníky 34-41), kdy každé vydání obsahovalo několik vystřihovánek na tvrdém papíru, dvě strany komiksů na pokračování (zadní a prostřední strana), několik vícestranných článků a reportáží vč. sekce pro dívky (Bibi radí). Později začalo obsahu (textu i vystřihovánek) ubývat, zhoršila se i kvalita použitého papíru a naopak přibylo hodně reklamy (např. č.13/2006 obsahovalo 8 stran reklamy z celkových 60 vs. č.24/2014 s 12/60 str. a na horším papíře). 
V roce 2002 začal v ABC vycházet komiks Lukáše Fibricha Mourrison. Jeho hlavní hrdina se stal novým maskotem časopisu.

### Dětské kluby
Časopis ABC se také od 60. let 20. století stal iniciátorem dětských klubů, které neoficiálně navazovaly na činnost Jaroslava Foglara. Jednalo se o tzv. kolektivy tabulkové akce, později přejmenované na kolektivy mladých průzkumníků (KMP – zabývající se označováním historických, přírodních a technických památek), raketové posádky (RP – kluby technického charakteru), hlídky přírody (HP – kluby se zájmem o přírodovědnou, ochranářskou a zálesáckou činnost), dívčí kluby a kluby lesní moudrosti (kluby s náročnými a speciálními zájmy o tábornický a lesní způsob života). Klubům byly každoročně stanovovány úkoly („důkazy“) a úspěšným byly udělovány čestné tituly a čestné odznaky. Významným iniciátorem dětských klubů byl redaktor ABC, bývalý skaut Jan Šimáně. S velkým množstvím práce pro dětské kluby pomáhala řada dobrovolných externistů z řad dospělých i samotní dětští členové klubů organizovaní v ústřední radě velitelů klubů a okresních radách. Úspěšný rozvoj klubů se dostal do kritického pohledu pionýrské organizace, která v něm viděla nepříjemnou konkurenci. Proto začal být pro dětské kolektivy používán přívlastek "pionýrský" (např. pionýrská raketová posádka – PRP). S nástupem tuhé normalizace klubovní činnost zanikla. Jan Šimáně se v ní pokoušel pokračovat ještě v nakladatelství Albatros a později v ilegalitě. Počátkem normalizace přerušilo jeho činnost uvěznění související s jeho aktivitou ve skautingu.

## Přílohy
Časopis ABC proslul především svými přílohami, pro něž se vžil název „déčka“. Ta ale v prvních ročnících chyběla a začala se postupně objevovat až později. V 8. čísle druhého ročníku vyšla první skutečná příloha – všívaný list „ABC do kapsy“ k odstřižení. I některé další ročníky nabízely seriály, určené pro vystřižení a složení do malého sešitku (Zápisník mladého pokusníka v ročníku VI/1962).
Již několik čísel nejstarších ročníků mělo na okrajích některých stránek malé oboustranné kartičky k odstřižení. Jednalo se především o obrázky aut, lodí, strojů a jiné techniky, které ale ještě neměly ustálený formát. Kartičky k vystřižení s jednotným pojetím se objevily až od prvního čísla ročníku V (1961). Předznamenaly tak vznik rozsáhlé obrazové encyklopedie s názvem „Atlas ABC“, která vycházela až do roku 1997.
Ve třetím ročníku též začala vycházet oblíbená „Obrazová škola ABC“, podávající nejrůznější témata grafickou formou, doplněnou jen nejnutnějším množstvím textu. Ve čtvrtém ročníku však již chyběla a znovu byla obnovena až v roce 1975.
Také papírové vystřihovánky, nejznámější déčko časopisu ABC, v prvních číslech chyběly. Jako první byl (ještě na běžném měkkém papíře) uveřejněn jednostránkový model kosmické lodi Vostok, a to v 7. čísle ročníku VI (1962). Podle polských podkladů ji připravil Vlastislav Toman.
Pravidelně se vystřihovánky začaly objevovat s jubilejním 10. ročníkem ABC (1965/66).

## Příběhy na pokračování
- Legie hrůzy (1-4/I; Alois Přívratský)
- Dva měsíce v tajze (2-4/II; Milan Šnajdr)
- Leden pod palmami (4-12/II; Jan Čeřovský)
- Tři dobrodružství - Kolonie Pampa del Indio (1-6/III; Otakar Burian), Aloha Oe (7-9/III; Alois Přívratský), Revoluce ve Věrném (8-12/III; Gabriel Laub)
- V zajetí moře (3-5/IV; Vladimír Němcov)
- Cesta do středu Země (7-10/IV; Jules Verne)
- Štafeta (9/VI-5/VII; František Omelka)

## Seznam hlavních komiksů od prvního do 43. ročníku
- Za tajemstvím hlubin, 1-10/I, Vlastislav Toman/Mirek Liďák
- Šestka z Hradební, 12/I-6/III, Sláva Jílek/Jindřich Kovařík
- Živá hranice, 7-8/III, fotoseriál, text a foto M. Kocar, kresby J. Hanuš)
- Hon na strašidlo, 9-10/III, text a kresby Richard Hambach, převzato z Frösi – NDR)
- Pevnost pod ledem, 11/III-12/IV, Karel Fridrich/Teodor Rotrekl podle G. Grebněva
- Statečný Tua, 1-3/V, převzato ze zahraničí, zpracoval Jan Kafka
- Robot Emil, 4-12/V, Jiří Melíšek/Neprakta
- (Robinsoni, 1-12/VI, autoři neuvedeni, spíše ilustrované náměty k činnosti)
- Kulišáci, 1/VII-10/X, Jaroslav Foglar/Jiří Krásl
- Zajatci Torů, 11/X-4/XI, Vlastislav Toman/Jan Kristofori
- Strážci, 5/XI-24/XIV, Vlastislav Toman/Libuše Kovaříková (Libka)
- Dobrodružství Johna Cartera (v ABC do kapsy), 1-24/XIII, Vlastislav Toman/Jiří Veškrna podle E. R. Burroughse
- Výprava do ztraceného světa (v ABC do kapsy), 1-24/XIV, Vlastislav Toman/Jiří Veškrna podle Arthura C. Doyla
- Dobrodružství Thuvie z Ptarhu, 1-24/XV, Vlastislav Toman/Milan Ressel podle E. R. Burroughse, navazuje na Dobrodružství Johna Cartera
- Zajatec ptáka Mauk, 1-24/XVI, Vlastislav Toman/Otakar Procházka podle L. Platova
- Strážci, 1-24/XVII, Vlastislav Toman/František Kobík
- Příhody Malého boha, 1-24/XVIII, Vlastislav Toman/František Kobík
- Příchod bohů, 1-24/XIX, Vlastislav Toman/František Kobík, navazuje na předch.
- Kruanova dobrodružství, 1-24/XX, Vlastislav Toman/František Kobík, navazuje na předch.
- Karibská perla, 1-24/XXI, Helena Kholová pod pseudonymem H. A. Horáková/Martin Hrdina
- Vzpoura mozků, 1/XXII-24/XXIII, Václav Šorel/František Kobík
- Druhá výprava, 1-24/XXIV, Vlastislav Toman/František Kobík, navazuje na Výpravu do ztraceného světa
- Tvrz, 1-24/XXV, Václav Šorel/František Kobík
- Kronika Strážců, 1/XXVI-24/XXVIII, Vlastislav Toman/František Kobík
- Galaxia, 1/XXIX-24/XXX, Václav Šorel/František Kobík
- Dobyvatelé hlubin, 1/XXXI-24/XXXI, Vlastislav Toman/František Kobík na motivy románu G. Adamova Tajemství dvou oceánů
- Hrdinové a dobrodruzi kapitána Treskowa, 1/XXXII-24/XXXII, Vlastislav Toman/Luboš Hlavsa
- Kruanova cesta, 1/XXXIII-24/XXXIII, Vlastislav Toman/František Kobík
- Kapitán Karibského moře, 1/XXXIV-24/XXXIV, Vlastislav Toman/Luboš Hlavsa
- Návrat z ráje, 1/XXXV-24/XXXV, Rudolf Baudis/Jiří Petráček podle předlohy Čestmíra Vejdělka
- Stroj času, 1/XXXVI-7/XXXVII, Rudolf Baudis/Luboš Hlavsa
- Golem, 8/XXXVII-20/XXXVII, Rudolf Baudis/Jiří Petráček
- Dětství Indiana Jonese, 21/XXXVII-20/XXXVIII, Lucasfilm Ltd.
- Dobrodružné auto, 21/XXXVIII-11/XXXIX, Rudolf Baudis/Milan Vavroň
- Trable mimozemšťana Alfa, 12/XXXIX-15/XXXIX, fotoseriál, Alien Productions)
- Goro – Ochránce makaků, 16/XXXIX-7/XXXX, Ivo Pechar/Jiří Petráček
- Kruan a bohyně, 8/XXXX-14/XXXXI, Vlastislav Toman/František Kobík
- Ostrov pokladů, 15/XXXXI-7/XXXXII, L. Štěpánková/J. Štěpánek
- Válka s mloky, 8/XXXXII-4/XXXXIII, L. Štěpánková/J. Štěpánek
- Kruan a pozemšťané, 5/XXXXIII-12/XXXXIV, Vlastislav Toman/Filip Škoda
- Mourrison Slavný komiksový hrdina

## ABC speciál
Kromě pravidelně celoročně vycházejícího časopisu vycházela také speciální čísla ve větším formátu než A4. Jednalo se často o letní a zimní speciály. Příklady:
- speciál 1969
- speciál 1970
- speciál 1971
- speciál 85
- speciál 86: Já robot... – téma robotika
- letní speciál 87
- zimní speciál 87: o pokladech oceánů
- letní speciál 88: na výpravy do ztraceného světa – téma pravěk
- letecký speciál: zima 1988 – téma letectví
- letní speciál 89: Příběhy z Kroniky Strážců, návody, čtení, hry
- zimní speciál 89: dobrodružství se zbraněmi – téma vojenství a zbraně v historii
- letní speciál 90
- zimní speciál 90: Nebe v plamenech – téma vzduchoplavba
- speciál 1993: Svět peněz
- speciál 1996: Pojďte si hrát!
- speciál 2000: Století vystřihovánek 3
- speciál 2002: Vylodění
- speciál 2005: Vynálezy Julese Verna
- speciál 2008: Komiks

## Současné komiksy
- Mourison (2002),
- Conan a jeskyně života (2019-2020),
- Potomci impéria (2020),
- Robin a ostrov archetyp (Komiks s rozumem) (2018-2019)